# Guba (woreda)
Pour les articles homonymes, voir Guba.
Guba est un woreda de la zone Metekel de la région Benishangul-Gumuz, à l'ouest de l'Éthiopie. Sa principale agglomération est Mankush.

## Situation
Limitrophe du Soudan et de la région Amhara, le woreda Guba se trouve au nord-ouest de la zone Metekel, bordé par la rivière Dinder au nord[à vérifier], par la rivière Beles au sud-est et par le Nil Bleu au sud-ouest.
Il est desservi principalement par les routes Asosa-Guba et Guba-Enjebara, par une route venant du Soudan et par une route venant de la région Amhara.
Le chef-lieu, parfois désigné sous le nom de Guba ou Gubba, mais plus connu sous le nom de Mankush, se situe à l'ouest du woreda au départ de la route en direction d'Enjebara.

## Histoire
Comme toute la zone Metekel, le territoire du woreda faisait partie avant 1995 de l'awraja Metekel dans la province du Godjam.
Un camp de réfugiés accueille des réfugiés soudanais à Yarenja jusqu'en 2007[réf. souhaitée].
La limite avec le woreda Dangur aurait évolué[à vérifier] : une carte de 2006 montre un tracé compatible avec les superficies estimées à 8 387 km2 pour Dangur et 3 896 km2 pour Guba en 2005[réf. souhaitée] mais le tracé est sensiblement différent sur des cartes plus récentes, le territoire de Guba s'étendant au détriment de l'ancienne partie nord-ouest de Dangur.
La mise en service du barrage de la Renaissance sur le Nil Bleu est annoncée pour 2021.

## Population
Au recensement de 2007, le woreda a 14 907 habitants et 84 % de la population est rurale.
En 2020, sa population est estimée, par projection des taux de 2007, à 19 549 personnes.